# Рамон Фагоага
Рамон Фагоага (ісп. Ramón Fagoaga, нар. 12 січня 1952) — сальвадорський футболіст, що грав на позиції захисника.
Виступав, зокрема, за клуб «Атлетіко Марте», а також національну збірну Сальвадору.

## Клубна кар'єра
У дорослому футболі дебютував виступами за команду «Драгон», з якої 1973 року перейшов у «Атлетіко Марте». Відіграв за команду із Сан-Сальвадора наступні шістнадцять сезонів своєї ігрової кар'єри і виграв чемпіонат Сальвадору в 1981, 1982 і 1985 роках, а також був фіналістом Кубка чемпіонів КОНКАКАФ у 1981 році.
Завершив ігрову кар'єру у команді «Альянса», за яку виступав протягом 1989—1990 років, вигравши ще один титул чемпіона країни.

## Виступи за збірну
1976 року дебютував в офіційних матчах у складі національної збірної Сальвадору.
У складі збірної був учасником чемпіонату світу 1982 року в Іспанії, де зіграв у двох матчах — проти Угорщини (1:10) та Бельгії (0:1), а команда встановила антирекорд чемпіонатів світу.
Загалом протягом кар'єри у національній команді провів у її формі 47 матчів.

## Досягнення
- Чемпіон Сальвадору (4): 1980/81, 1982, 1985, 1989/90
- Срібний призер Чемпіонату націй КОНКАКАФ: 1981
- Бронзовий призер Чемпіонату націй КОНКАКАФ: 1977